# Olympische Winterspiele 2006/Teilnehmer (Litauen)
| Gelbes Symbol für Goldmedaillen mit stilisierten Olympischen Ringen | Graues Symbol für Silbermedaillen mit stilisierten Olympischen Ringen | Braundes Symbol für Bronzemedaillen mit stilisierten Olympischen Ringen |
| ------------------------------------------------------------------- | --------------------------------------------------------------------- | ----------------------------------------------------------------------- |
| —                                                                   | —                                                                     | —                                                                       |

Litauen nahm an den Olympischen Winterspielen 2006 im italienischen Turin mit einer Delegation von neun Athleten teil.

## Flaggenträger
Die 10-km-Langlauf-Olympiasiegerin der Olympischen Winterspiele 1988, Vida Vencienė, trug die Flagge Litauens während der Eröffnungsfeier, bei der Schlussfeier wurde sie von der Skilangläuferin Irina Terentjeva getragen.

## Teilnehmer nach Sportarten

### Biathlon
- Diana Rasimovičiūtė
- Karolis Zlatkauskas
- Veronika Lagun (Reserve)

### Eiskunstlauf
- Margarita Drobiazko
- Aidas Reklys (Reserve)
- Povilas Vanagas

### Ski alpin
- Vitalij Rumiancev

### Ski nordisch
- Aleksejus Novoselskis
- Irina Terentjeva